# Dragon Ball-filmek
Ezen a listán a Dragon Ball, a Dragon Ball Z és a Dragon Ball GT valamint a Dragon Ball Super filmjei, különkiadásai illetve OVA-i találhatók. 

## Filmek

### Dragon Ball

#### 1. film: Shen Long legendája
- Eredeti cím:ドラゴンボール 神龍の伝説
- Japán cím: Doragon Bouru Shenron no Densetsu
- Műfaj:sónen, kaland, harcművészet, vígjáték
- Kiadás éve:1986. december 20.
- Stúdió:Toei Animation
- Rendező:Nishio Daisuke
- Eredeti mű:Toriyama Akira
- Írta:Toriyama Akira
- Karakterdizájn:Maeda Minoru
- Zene:Kikuchi Shunsuke
- Magyar változat:japán nyelv, magyar fansub felirat

#### 2. film: Az alvó királylány kastélya
- Eredeti cím:ドラゴンボール 魔神城のねむり姫
- Japán cím: Doragon Bouru Majin-Jou No Nemuri Hime
- Műfaj:sónen, kaland, harcművészet, vígjáték
- Kiadás éve:1987. július 18.
- Stúdió:Toei Animation
- Rendező:Nishio Daisuke
- Eredeti mű:Toriyama Akira
- Írta:Toriyama Akira
- Karakterdizájn:Maeda Minoru
- Zene:Kikuchi Shunsuke
- Magyar változat:japán nyelv, magyar fansub felirat

#### 3. film: A titokzatos kaland
- Eredeti cím:ドラゴンボール　魔訶不思議大冒険
- Japán cím: Doragon Bouru Makafushigi Dai-Bouken
- Műfaj:sónen, kaland, harcművészet, vígjáték
- Kiadás éve:1988. július 9.
- Stúdió:Toei Animation, Bird Stúdió
- Rendező:Takenouchi Kazuhisa
- Eredeti mű:Toriyama Akira
- Írta: Toriyama Akira
- Karakterdizájn: Maeda Minoru
- Zene: Kikuchi Shunsuke
- Magyar változat:japán nyelv, magyar fansub felirat

#### 4. film: Az erő ösvénye
- Eredeti cím:ドラゴンボール 最強への道
- Japán cím: Doragon Bouru Saikyou e no Michi
- Műfaj:shounen, kaland, harcművészet, vígjáték
- Kiadás éve:1996. március 4.
- Stúdió: Toei Animation
- Rendező:Yamauchi Shigeyasu
- Eredeti mű:Toriyama Akira
- Írta: Toriyama Akira
- Karakterdizájn:Yamamuro Tadayoshi
- Zene:Tokunaga Akihito
- Magyar változat:japán nyelv, magyar fansub felirat

### Dragon Ball Z

#### 1. film: Halálzóna
- Eredeti cím:ドラゴンボールＺ オラの悟飯をかえせッ!!
- Japán cím: Doragon Bouru Zetto Ora no Gohan o Kaese!!
- Magyar cím:Megmentelek Gohan!
- Műfaj:shounen, akció, harcművészet, Sci-fi
- Kiadás éve:1989. július 15.
- Stúdió: Toei Animation
- Rendező: Nishio Daisuke
- Írta:Koyama Takao
- Zene: Kikuchi Shunsuke
- Magyar változat:japán nyelv, magyar fansub felirat

#### 2. film: A legerősebb a világon
- Eredeti cím:ドラゴンボールＺ この世で一番強いヤツ
- Japán cím: Doragon Bouru Zetto Kono yo de Ichiban Tsuyoi Yatsu
- Magyar cím: A világ legerősebb fickója
- Műfaj: sónen, akció, harcművészet, Sci-fi
- Kiadás éve:1990. március 10.
- Stúdió:Toei Animation
- Rendező: Nishio Daisuke
- Írta:Koyama Takao
- Zene: Kikuchi Shunsuke
- Magyar változat:japán nyelv, magyar fansub felirat

#### 3. film: A hatalom fája
- Eredeti cím:ドラゴンボールＺ 地球まるごと超決戦
- Japán cím:Doragon Bouru Zetto Chikyuu Marugoto Choukessen
- Magyar cím: A Végső harc a földért
- Műfaj: sónen, akció, harcművészet, Sci-fi
- Kiadás éve:1990. július 7.
- Stúdió:Toei Animation
- Rendező: Nishio Daisuke
- Írta:Koyama Takao
- Karakterdizájn: Ikeda Yuji
- Zene: Kikuchi Shunsuke
- Magyar változat:japán nyelv, magyar fansub felirat

#### 4. film: Slag nagyúr
- Eredeti cím:ドラゴンボールＺ 超サイヤ人だ孫悟空
- Japán cím:Doragon Bouru Zetto Suupaa Saiyajin da Son Gokuu
- Magyar cím:Szuper Saiya - Jin Son Goku
- Műfaj: sónen, akció, harcművészet, Sci-fi
- Kiadás éve:1991. március 19.
- Stúdió:Toei Animation
- Rendező: Hashimoto Mitsuo
- Írta: Koyama Takao
- Zene: Kikuchi Shunsuke
- Magyar változat:japán nyelv, magyar fansub felirat

#### 5. film: Cooler bosszúja
- Eredeti cím:ドラゴンボールＺ とびっきりの最強対最強
- Japán cím:Doragon Bouru Zetto Tobikkiri no Saikyou tai Saikyou
- Magyar cím:A Hihetetlenül erősek csatája
- Műfaj: sónen, akció, harcművészet, Sci-fi
- Kiadás éve:1991. július 21.
- Stúdió:Toei Animation
- Rendező: Hashimoto Mitsuo
- Írta: Koyama Takao
- Zene: Kikuchi Shunsuke
- Magyar változat: japán nyelv, magyar fansub felirat

#### 6. film: Cooler visszatér
- Eredeti cím:ドラゴンボールＺ 激突!!100倍パワーの戦士たち
- Japán cím:Doragon Bouru Zetto Gekitotsu!! Hyaku-Oku Pawaa no Senshi-tachi
- Magyar cím: Összecsapás! A Harcos Kinek az ereje 10 milliárd egység
- Műfaj: sónen, akció, harcművészet, Sci-fi
- Kiadás éve:1992. március 7.
- Stúdió:Toei Animation
- Rendező: Nishio Daisuke
- Írta: Koyama Takao
- Zene: Kikuchi Shunsuke
- Magyar változat:japán nyelv, magyar fansub felirat

#### 7. film: Szuper C-13-as robot
- Eredeti cím:ドラゴンボールＺ 極限バトル！三大超サイヤ人
- Japán cím:Doragon Bouru Zetto Kyokugen Batoru!! San Dai Suupaa Saiyajin
- Magyar cím:Extrém harc!! A három Szuper Saiya-jin
- Műfaj: sónen, akció, harcművészet, Sci-fi
- Kiadás éve:1992. július 11.
- Stúdió:Toei Animation
- Rendező: Kikuchi Kazuhito
- Írta: Koyama Takao
- Zene: Kikuchi Shunsuke
- Magyar változat:japán nyelv, magyar fansub felirat

#### 8. film: Broly, a legendás szupercsillagharcos
- Eredeti cím:ドラゴンボールＺ 燃え尽きろ!!熱戦・烈戦・超激戦
- Japán cím:Doragon Bouru Zetto Moetsukiro!! Nessen Ressen Chou-Gekisen
- Magyar cím:Pusztítás!! Egy szoros – intenzív – Szuper-vad csata
- Műfaj: sónen, akció, harcművészet, Sci-fi
- Kiadás éve:1993. március 6.
- Stúdió:Toei Animation
- Rendező: Yamauchi Shigeyasu
- Írta: Kojama Takao
- Karakterdizájn: Toriyama Akira
- Zene: Kikuchi Shunsuke
- Magyar változat:japán nyelv, magyar fansub felirat

#### 9. film: Bojack kiszabadul
- Eredeti cím:ドラゴンボールＺ 銀河ギリギリ!!ぶっちぎりの凄い奴
- Japán cím:Doragon Bouru Zetto Ginga Giri-Giri!! Butchigiri no Sugoi Yatsu
- Műfaj: sónen, akció, harcművészet, Sci-fi
- Kiadás éve:1993. július 10.
- Stúdió:Toei Animation
- Rendező: Ueda Yoshihiro
- Írta: Koyama Takao
- Zene: Kikuchi Shunsuke
- Magyar változat:japán nyelv, magyar fansub felirat

#### 10. film: Broly visszatér
- Eredeti cím:ドラゴンボールＺ 危険なふたり！超戦士はねむれない
- Japán cím:Doragon Bouru Zetto Kiken na Futari! Suupaa Senshi wa Nemurenai
- Műfaj: sónen, akció, harcművészet, Sci-fi
- Kiadás éve:1994. március 12.
- Stúdió:Toei Animation
- Rendező: Yamauchi Shigeyasu
- Írta: Imada Chiaki
- Zene: Kikuchi Shunsuke
- Magyar változat:japán nyelv, magyar fansub felirat

#### 11. film: Bio-Broly
- Eredeti cím:ドラゴンボールＺ 超戦士撃破!!勝のはオレだ
- Japán cím:Doragon Bouru Zetto Suupaa Senshi Gekiha!! Katsu no wa Ore da
- Műfaj: sónen, akció, harcművészet, Sci-fi
- Kiadás éve:1994. július 9.
- Stúdió:Toei Animation
- Rendező:Ueda Yoshihiro
- Írta: Koyama Takao
- Zene: Kikuchi Shunsuke
- Magyar változat:japán nyelv, magyar fansub felirat

#### 12. film: A fúzió újjászületése
- Eredeti cím:ドラゴンボールＺ 復活のフュージョン!!悟空とベジータ
- Japán cím:Doragon Bouru Zetto Fukkatsu no Fusion!! Gokuu to Bejiita
- Műfaj: sónen, akció, harcművészet, Sci-fi
- Kiadás éve:1995. március 4.
- Stúdió:Toei Animation
- Rendező:Yamauchi Shigeyasu
- Írta: Koyama Takao
- Zene: Kikuchi Shunsuke
- Magyar változat:japán nyelv, magyar fansub felirat

#### 13. film: A sárkány haragja
- Eredeti cím:ドラゴンボールＺ 龍拳爆発!!悟空がやらねば誰がやる
- Japán cím:Doragon Bouru Zetto Ryuu-Ken Bakuhatsu!! Gokuu ga Yaraneba Dare ga Yaru
- Műfaj: sónen, akció, harcművészet, Sci-fi
- Kiadás éve:1995. július 15.
- Stúdió:Toei Animation
- Rendező:Hashimoto Mitsuo
- Írta: Koyama Takao
- Zene: Kikuchi Shunsuke
- Magyar változat:japán nyelv, magyar fansub felirat

#### 14. film: Istenek harca
- Eredeti cím: Dragon Ball Z: Kami to Kami
- Angol cím: Dragon Ball Z: Battle of Gods
- Premier: 2013. március 30.
- Magyar változat: magyar felirat
- Stúdió:Toei Animation
- Rendező: Hoszoda Maszahiro
- Írta: Toriyama Akira, Watanabe Yūsuke
- Műfaj: Akció, Fantasy

#### 15. film: F, mint feltámadás
- Eredeti cím: Dragon Ball Z Fukkatsu no F
- Angol cím: Dragon Ball Z: Resurrection of F
- Premier: 2015. április 18.
- Stúdió:Toei Animation
- Magyar változat: magyar felirat
- Rendező: Yamamuro Tadayoshi
- Írta: Toriyama Akira
- Műfaj: Akció, Fantasy

### Dragon Ball GT

#### A film:Goku öröksége! Négycsillagos kristálygömb a bátorság jelképe!
Bővebben:Dragon Ball GT – Goku öröksége

### Dragon Ball Super

#### 1. film: Broly
- Eredeti cím:ドラゴンボール超 ブロリー
- Japán cím: Doragon Bōru Sūpā: Burorī
- Magyar cím: Broly!
- Alcím: A legerősebb ellenfél, egy Saiya-Jin
- Műfaj:shounen, akció, harcművészet, Sci-fi
- Kiadás éve:2018. december 14.
- Stúdió: Toei Animation
- Rendező: Nagamine Tatsuya & Shintani Naohiro & Ogura Kazuo
- Írta:Toriyama Akira
- Zene: Sumitomo Norihito
- Magyar változat:japán nyelv

#### 2. film: Super Hero
- Eredeti cím: ドラゴンボール超：スーパーヒーロー
- Japán cím: Doragon Bōru Sūpā: Sūpāhīrō
- Magyar cím:
- Alcím:
- Műfaj:
- Kiadás éve:2022. június 11.[1]
- Stúdió: Toei Animation
- Rendező: Kodama Tetsuro
- Írta: Toriyama Akira
- Zene: Satō Naoki
- Magyar változat:

### Televíziós különkiadások
Bardock: Son Goku apja
- Angol cím: Bardock: The Father of Goku

Trunks története
- Angol cím: The History of Trunks

#### Dragon Ball Z Film áttekintő
- Angol cím: Overview Special

(Ez egy 10 peces speciál amiben Goku és Gohan mesél)
One Piece 590. rész: A Történelem Legerősebb Csapata vs. a Tenger Falánksága! (One Piece x Toriko x Dragon Ball Z crossover)
- Angol epizódcím: History's Strongest Collaboration vs. Glutton of the Sea

Toriko 99. rész: Előre, Legerősebb sereg! Toriko, Luffy, Goku! (One Piece x Toriko x Dragon Ball Z crossover)
- Angol epizódcím: Run, Strongest Army! Toriko, Luffy, Goku!

#### Dragon Ball Super áttekintő
2017. október 8. 1 órás különkiadás: 109. rész: The Ultimate Enemy Approaches Goku! Now, Let Loose! The Killer Spirit Bomb!!
110. rész: Son Goku Wakes! New Level of the Awakened!!
2018. december 2. 1 órás különkiadás: A Dragon Ball Super december 2-án egy 1 órás külön kiadást kap a Fuji TV-n még a Broly film mozipremierje előtt.

## OVA

### OVA 1: Terv a csillagharcosok kiirtására
- Eredeti cím:ドラゴンボールＺ／外伝・サイヤ人絶滅計画
- Japán cím:Dragon Ball Z Gaiden Saiya-jin Zetsumetsu Keikaku
- Műfaj: sónen, akció, harcművészet, Sci-fi
- Epizódok:2
- Kiadás éve:1993
- Stúdió:Toei Animation, Bird Stúdió
- Rendező:Yamauchi Shigeyasu
- Írta: Toriyama Akira
- Karakterdizájn:Shimanuki Masahiro
- Zene: Ishikawa Keiju
- Magyar változat:japán nyelv, magyar fansub felirat

### OVA 2: Son Goku és barátai visszatérnek!
- Eredeti cím:
- Japán cím: "Doragon Bōru Ossu! Kaette Kita Son Gokū to Nakama-tachi!!"
- Műfaj: sónen, akció, harcművészet, Sci-fi
- Epizódok:1
- Kiadás éve: 2008
- Stúdió:Toei Animation, Bird Stúdió
- Rendező: Ueda Yoshihiro
- Írta: Toriyama Akira
- Karakterdizájn:Yamamuro Naoyoshi
- Zene: Watanabe Michiaki, Kikuchi Shunsuke
- Magyar változat:japán nyelv, magyar fansub felirat

### OVA 3: Bardock története
- Japán cím: "Doragon Bōru: Episōdo o Bādokku"

## Élőszereplős film

### Dragonball: Evolúció
- Rendező: James Wong
- Producere Stephen Chow, főszereplői pedig Justin Chatwin, James Marsters, Jamie Chung, Emmy Rossum, Park Joon Hyung és Chow Yun-fat